# Ein Pferd für Winky
Der Kinderfilm Ein Pferd für Winky (Originaltitel: Het paard van Sinterklaas; auf Deutsch auch Winky will ein Pferd) ist eine niederländisch-belgische Koproduktion aus dem Jahr 2005.

## Handlung
Die sechsjährige Winky Wong kommt zusammen mit ihrer Mutter aus China in eine niederländische Kleinstadt, wo ihr Vater seit einiger Zeit ein chinesisches Restaurant betreibt. Der Anfang in der neuen Heimat ist nicht leicht. Die Wongs müssen hart arbeiten, um über die Runden zu kommen.
Winky muss eine neue Sprache lernen und findet zunächst keine Freunde in der Schule. Da sieht sie ein hübsches Pony, das sie nun tagtäglich auf der Weide besucht. Winkys Eltern sind aber dagegen, weil sie meinen, sie sei zu klein, um mit Pferden umzugehen. Als das Pony schließlich eingeschläfert werden muss, ist Winky sehr traurig. Als sie dann erfährt, dass in den Niederlanden am 5. Dezember Sinterklaas und der Zwarte Piet den Kindern Geschenke bringen, wünscht sie sich ein eigenes Pferd.
Sie lernt sehr schnell niederländisch zu sprechen und findet in der Schule eine Freundin. Als Winky ihren Schuh aufstellt, damit der Zwarte Piet etwas hineinlegt, ist sie am nächsten Tag enttäuscht, weil dort nichts drin ist. Zunächst tröstet sie sich, weil sie dann vom Sinterklaas das ganz große Geschenk bekommt. Doch als dieser in die Schule kommt, bekommt sie von ihm nur einen Stoffhund. Wütend rennt sie daraufhin aus der Klasse. Doch da sieht sie, dass an ihrem Fahrrad ein Pferd angebunden ist. Fröhlich besteigt sie daraufhin das Pferd und reitet damit in den Lagerraum des Restaurants ihrer Eltern, wo sie bereits einen Stall für das Pferd eingerichtet hatte.
Das Pferd gehört Onkel Siem, der den Pferdehof besitzt, zu dem Winky immer zum Pony gegangen ist. Zudem spielt dieser den Sinterklaas. Das Pferd war versehentlich an Winkys Fahrrad angebunden worden. So muss er nun zu den Wongs gehen und alles erklären. Dort erfahren nun Winkys Eltern alles über die Niederländischen Sinterklaasbräuche und können sich anschließend mit Winky aussprechen. Winky gibt zunächst schweren Herzens das Pferd an Sinterklaas zurück. Doch dann erklärt er, dass er sein Pferd bei Onkel Siem unterstellen will, bis er das Pferd nächstes Jahr wieder braucht. Und er bittet Winky, gut auf das Pferd aufzupassen. Da nun auch Winkys Eltern damit einverstanden sind, dass sie reiten darf, hat Winky nun doch ein schönes Fest.

## Kritiken
Monika Osberghaus berichtet in der Frankfurter Allgemeinen vom 18. Februar über das Kinderfilmfest der Berlinale: „Was Winky hier im Film „Ein Pferd für Winky“ von Mischa Kamp leistet, gilt im Übrigen für die meisten Filme hier: Die Kinder sollen es mal wieder richten. »Wir Erwachsenen bringen's irgendwie nicht, kümmert euch selbst darum, dass die Welt besser wird«, lautet die Botschaft. Das ist zwar nicht richtig nett von den Erwachsenen – aber immerhin: Mit solchen Filmen im Kopf kann man schon mal ganz gut mit dem Weltverbessern anfangen.“
Das Lexikon des internationalen Films meint: „Der liebenswerte, ruhig und einfühlsam erzählte Kinderfilm entfaltet einen idyllischen, dabei stets glaubwürdig an der Wirklichkeit orientierten Kinotraum und spricht dabei auch den Anpassungsprozess von Immigranten und die Begegnung eines Kindes mit einer fremden Kultur an.“
Michelle Iwema hebt im Filmfocus.nl das Schauspiel der sechsjährigen Hauptdarsteller hervor. Kinder können sich mit Winky identifizieren, weil sich viele das Pferd von Sinterklaas wünschen. Für Erwachsene sind dagegen Handlungsebenen wie die der kulturellen Integration interessant.
„Wat de film vanaf de eerste scene sterk maakt, is het spel van hoofdrolspeelster Ebbie Tam als Winky. Kinderen zullen zich met Winky kunnen identificeren (welk kind wil geen paard van Sinterklaas) terwijl er voor volwassenen doorheengevlochten verhaallijnen te ontdekken zijn. De belangrijkste 'volwassen' verhaallijn is die van multiculturele acceptatie.“

## Auszeichnungen
Winky will ein Pferd wurde 2005 beim Film Festival Utrecht mit dem „Golden Kalb“ sowie dem „Movie Squad Junior Award“ ausgezeichnet. Beim Filmfestival Gent erhielt der Film den „FNAC-Publikumspreis“. 2006 erhielt Winky will ein Pferd sowohl den „Publikumspreis“ beim Internationalen Kinderfilmfest Montreal als auch beim 24. Kinderfilmfest München, der Familienreihe des Filmfest München.

## Zusammenfassung

### Aufbau
Mit einer sechsjährigen Hauptdarstellerin bietet der Film eine Identifikationsfigur für sehr kleine Kinder. Bestärkt wird dies, weil weite Strecken des Films von Winky als Ich-Erzählerin episch erzählt werden. Dies wurde von der Kinderjury beim Kinderfilmfestival in Wien von 2006 auch hervorgehoben. Allerdings führte sie auch an, dass die Szene in der das Pony stirbt, obwohl liebevoll inszeniert, für ganz kleine Kinder nur schwer zu verarbeiten ist. Der Film geht in seiner Erzählweise ganz auf die Sicht der sechsjährigen Hauptdarstellerin ein. Dies wird auch in der Kameraführung deutlich. So versucht Winky zum Beispiel in einer Szene durch eine dichte Menschenmasse zu Sinterklaas vorzudringen, während diese in einer Prozession über das Wasser kommt. Von der Menschenmasse sind fast nur die Beine zu sehen. Ebenfalls Rücksicht auf das Zielpublikum nimmt der Film, indem er kleinen Kindern nicht den Glauben an Sinterklaas (Nikolaus) nimmt, ohne dabei in eine reine Phantasiefilmwelt abzugleiten. So wird dem erwachsenen Zuschauer klar, dass Onkel Siem der Nikolaus ist, während dies den jüngsten Zuschauern noch verborgen bleibt.

### Personen
Die Personen sind sehr realitätsnah charakterisiert, was von der Kinderjury beim Kinderfilmfestival in Wien von 2006 ebenfalls hervorgehoben wurde. Winky hat es schwer sich in ihrer neuen Heimat einzuleben. Sie bekommt dabei kaum Unterstützung von ihren Eltern, weil diese schwer arbeiten müssen. Sie zeigt dabei, dass es der jungen Generation leichter fällt, sich in eine Gesellschaft einzuleben. Während sie schneller Kontakt findet, und die Sitten und Gebräuche erlernt, können ihre Eltern zunächst nichts damit anfangen.